# Wilhelm Cuno
Pour les articles homonymes, voir Cuno.
Wilhelm Cuno est un homme d'État allemand, né le 2 juillet 1876 à Suhl et mort le 3 janvier 1933 à Aumühle.
Il est chancelier du Reich sous la république de Weimar, durant l'occupation franco-belge de la Ruhr, en 1923. Il est aussi directeur général de la compagnie de transport maritime Hamburg-American Line (HAPAG).

## Biographie

### Études et débuts de financier
Cuno est né à Suhl en Prusse en 1876. Il est le fils aîné d'August Cuno. Ce dernier étant fonctionnaire dans l'administration, la famille doit souvent déménager. Wilhelm Cuno suit donc sa scolarité dans plusieurs lycées : à Königsberg, Berlin et Venlo, puis passe son baccalauréat en 1897 au Theodorianum de Paderborn. Il poursuit ses études de droit aux universités de Berlin et d'Heidelberg. C'est à cette époque qu'il intègre les Studentenverbindungen K.A.V. Suevia Berlin et K.D.St.V. Arminia Heidelberg. Il appartient également à la K.D.St.V. Winfridia (Breslau) Münster, à la V.K.D.St. Rhenania Marburg et à la K.D.St.V. Wiking Hamburg, toutes réunies dans la Fédération des fraternités étudiantes allemandes catholiques (Cartellverband der katholischen deutschen Studentenverbindungen). En 1900, Cuno passe sa thèse à l'université de Breslau. 
Il travaille par la suite dans différents tribunaux de grandes instances. En 1906, il épouse Martha Witz, la fille d'un marchand de Hambourg. Un an après, il commence sa carrière de fonctionnaire en devenant magistrat débutant. Wilhelm Cuno travaille dès 1907 à l'Office du Reich au Trésor, il est alors sous les ordres d'Hermann von Stengel et travaille à des projets de lois qu'il présente par la suite dans les commissions du Reichstag. Nommé conseiller secret, il est libéré de ses obligations militaires pendant la Première Guerre mondiale. Jusqu'en juillet 1916, il dirige l'Office impérial des céréales (Reichsgetreidestelle) puis dirige brièvement un service au sein du Kriegsernährungsamt avant de finir la guerre comme chef du service général aux questions économiques de guerre. Son principal champ d'action est la loi sur la reconstitution de la flotte de commerce. C'est là qu'il fait la connaissance d'Albert Ballin, le directeur général de l'HAPAG. Ballin l'appelle au directoire de l'HAPAG. Le 9 novembre 1918, Ballin se suicide de désespoir après que la révolution de novembre a éclaté. Wilhelm Cuno prend alors les rênes de l'HAPAG le 20 décembre 1918 et c'est à ce poste qu'il défend les intérêts de la politique étrangère de l'Allemagne. Il participe comme expert financier au traité de Versailles.

### Chef d'entreprise et débuts politiques
Après la Première Guerre mondiale, la flotte commerciale allemande est dans un piteux état. De nombreux bâtiments sont endommagés, 89,4 % du tonnage est perdu. De plus, les puissances de l'Entente décident de s'approprier la flotte de commerce allemande comme réparation lors de la conférence de Paris où Cuno travaille comme expert économique. Un an plus tard, Cuno signe un contrat de coopération avec l'United American Lines, ce qui permet à l'HAPAG de remonter économiquement. 
À cette époque, les partis bourgeois se rallient au régime. Patron conservateur social, Cuno se décide finalement à intégrer le Parti populaire allemand. Il quitte le parti peu de temps après lorsque ce dernier adopte une position peu franche vis-à-vis du Putsch de Kapp. Dès lors Cuno reste sans étiquette politique. Le chancelier Constantin Fehrenbach lui propose le ministère des Finances en 1920 mais Cuno refuse. Il refuse également le poste de ministre des Affaires étrangères que lui propose un an plus tard le chancelier Wirth. En tant qu'expert, il participe à la conférence de Gènes. De sa fondation en juin 1924 à sa nomination en tant que chancelier, Cuno est le président du Übersee-Club de Hambourg qui milite pour le libre échange.

### Chancelier

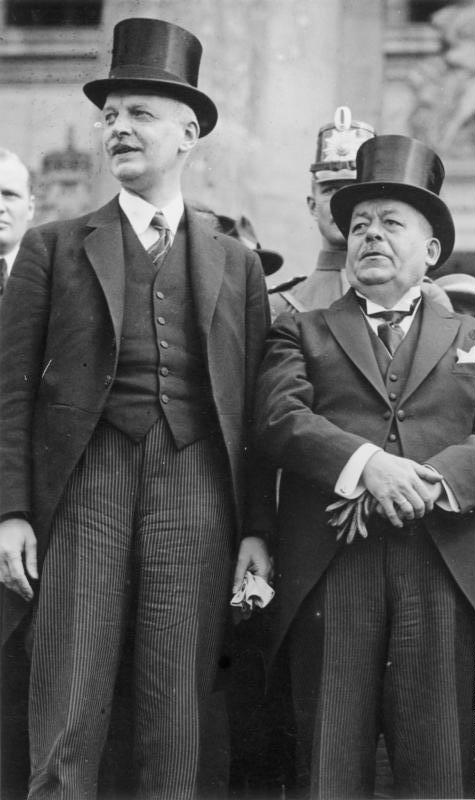
Cuno avec le président Ebert en 1923.

Après la démission de Joseph Wirth, Friedrich Ebert nomme Cuno chancelier le 14 novembre 1922, sans qu'une concertation parlementaire ou un vote aient été organisés. Cuno passe alors pour le premier Präsidialkanzler. Par cette action, Ebert veut atteindre plusieurs objectifs : le fait que Cuno soit libre de tout parti doit dépasser les querelles politiques et doit permettre de surmonter la crise financière qui touche la république. Le nouveau chancelier dispose qui plus est de nombreux contacts influents dans le monde économique. Ses contacts aux États-Unis sont également considérés comme pouvant favoriser la résolution de la question des réparations. Mais il faut trois tentatives et une manœuvre politique d'Ebert vis-à-vis des partis bourgeois et du SPD qui refusaient la nomination directe du chancelier. Ce n'est qu'après d'âpres discussions que Cuno est reçu au Reichstag le 24 novembre 1922.
Dès lors, Cuno forme un « cabinet de l'économie » plutôt orienté au centre et soutenu par une minorité parlementaire (Zentrum, Parti populaire allemand et Bayerische Volkspartei. Les membres du gouvernement sont des spécialistes dans leurs domaines respectifs et forme ce qu'on appelle alors un « cabinet de techniciens ». Les puissances mondiales ont des avis divergents sur ce nouveau gouvernement. S'il satisfait les Américains - qui ont toute confiance en Cuno -, la France par exemple reste prudente. La politique de Cuno tranche avec celle de son prédécesseur Joseph Wirth. Sa tentative en janvier 1923 de combattre par la résistance passive l'occupation franco-belge dans la Ruhr visant à recouvrir les sommes dues au titre des réparations échoue. Le budget de l'État est dépassé et ne peut couvrir les frais occasionnés par la résistance passive. De plus, l'inflation prend des proportions jusque-là inconnues. Il ne réussit ni à obtenir une baisse des réparations de guerre, ni à maîtriser l'hyperinflation. La vague de grèves connues sous le nom de Grèves Cuno en août 1923 est dirigée contre son gouvernement. La majorité au Reichstag exige alors un nouveau cabinet. Cuno démissionne, le 12 août 1923, après un exercice de neuf mois en tant que chancelier.

### Fin de carrière et mort

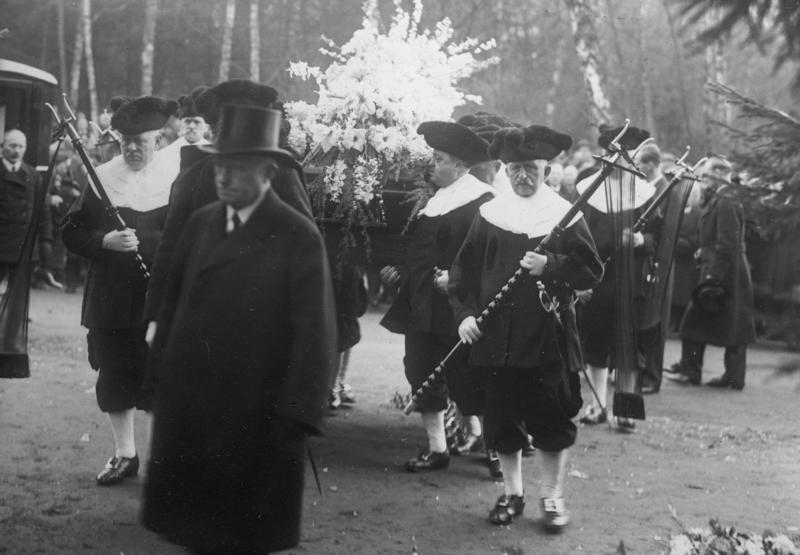
Cortège funèbre lors de l'enterrement de Cuno à Hambourg.

Après sa démission, Cuno s'installe au conseil de surveillance de l'HAPAG. En 1925, on le considère comme candidat à la présidence mais il soutient la candidature de Paul von Hindenburg. Deux ans plus tard, en 1927, il reprend la direction de l'HAPAG et fonde le premier Rotary Club en Allemagne, à Hambourg et en est élu le premier dirigeant. En 1930, Cuno se révèle être un personnage de premier plan dans les négociations quant au déblocage des actifs allemands aux États-Unis. Il signe pour l'HAPAG un contrat d'union avec la deuxième plus grande société maritime allemande, la Norddeutscher Lloyd. 
Le DVP essaie de lui faire réintégrer le parti, il refuse. En 1932, il participe à la fondation du Cercle Keppler chargé de conseiller le NSDAP dans les questions économiques. Toutefois, Cuno refuse de signer un appel des industriels allemands destiné au président Hindenburg en vue de nommer Adolf Hitler chancelier. Pour lui, la résolution de la crise parlementaire passe nécessairement par un gouvernement au-dessus des partis. 
Il meurt d'un infarctus à l'âge de 56 ans à Aumühle près de Hambourg, quatre semaines avant l'accession au pouvoir de Hitler.